# Micky Adriaansens

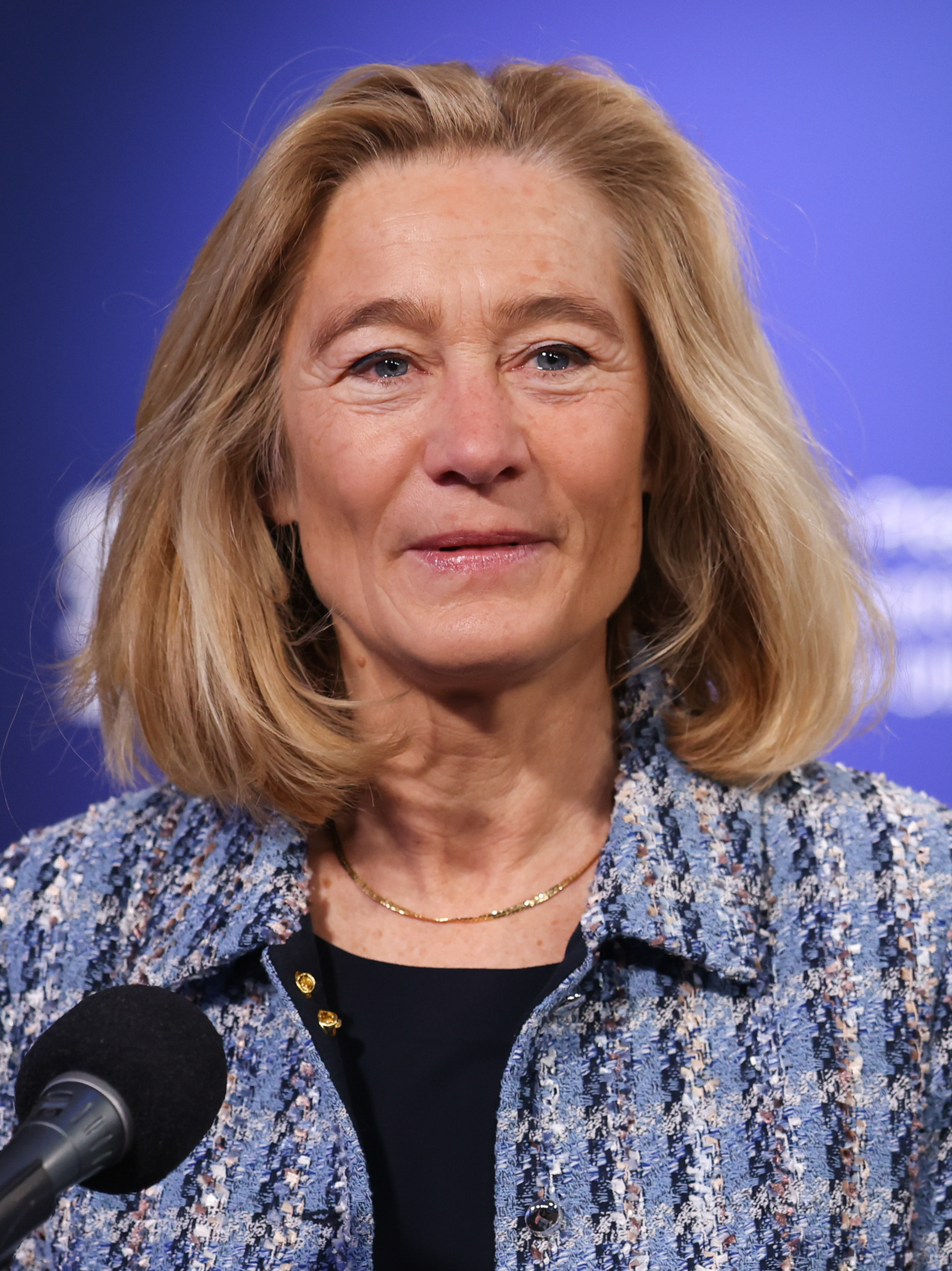
Micky Adriaansens (Februar 2023)

Monique „Micky“ Anne Maria Adriaansens (* 1. März 1964 in Schiedam, Provinz Zuid-Holland) ist eine niederländische Rechtsanwältin, Wirtschaftsmanagerin und Politikerin der Volkspartij voor Vrijheid en Democratie (VVD), die unter anderem zwischen 2019 und 2022 Mitglied der Ersten Kammer der Generalstaaten sowie im Kabinett Rutte IV von 2022 bis 2024 Ministerin für Wirtschaft und Klima war. Seit 2025 ist sie Vorsitzende des Verwaltungsrats der Wirtschaftsuniversität Nyenrode.

## Leben
Monique „Micky“ Anne Maria Adriaansens, der Vater für die VVD Mitglied des Rijnmond-Rates war, absolvierte nach dem Besuch des Gemeentelijk Gymnasium in Hilversum ein Studium der Fächer Rechtswissenschaften und Gesundheitsmanagement an der Erasmus-Universität Rotterdam und gehörte während des Studiums als Sängerin zur Popgruppe Hermes House Band. Sie war nach Abschluss des Studiums als Rechtsanwältin für Konkursrecht in der Anwaltskanzlei AKD sowie die Managementberatung TwynstraGudde tätig. Sie arbeitete des Weiteren als Leiterin der häuslichen Pflege bei einem Gesundheitsunternehmen sowie als Direktorin des Physiotherapeutenverbands und fungierte zwischen November 2009 bis Mai 2016 als Vorsitzender des Verwaltungsrats der in Lelystad ansässigen Gesundheitseinrichtungen Stichting Beheer en Toezicht Triade. Im Anschluss wurde sie am 1. April 2016 Vorsitzender des Verwaltungsrates der Managementberatung TwynstraGudde und war zugleich zwischen dem 1. September 2016 und dem 1. April 2020 Mitglied des Aufsichtsrates von Amsta, vom 1. Januar 2018 bis zum 10. Januar 2022 des Verwaltungsrates des Pensionsfonds für Gesundheit, geistige und soziale Interessen PGGM N. V. (Pensioenfonds voor de Gezondheid, Geestelijke en Maatschappelijke belangen) sowie zwischen dem 16. April 2018 und dem 16. Dezember 2020 zudem Mitglied des Verwaltungsrates von InsingerGilissen, eine Privatbank und Depotbank, die Finanzdienstleistungen wie Bankgeschäfte und Investitionen anbietet. Zudem wurde sie am 23. Mai 2018 Geschäftsführerin der Unternehmensberatung und -betreuungsgesellschaft Spalandt BV.
Am 11. Juni 2019 wurde Micky Adriaansens für die Volkspartei für Freiheit und Demokratie VVD (Volkspartij voor Vrijheid en Democratie) Mitglied der Ersten Kammer der Generalstaaten (Eerste Kamer der Staten-Generaal) und gehörte dieser bis zum 10. Januar 2022 an. Während ihrer Parlamentszugehörigkeit bekleidete sie vom 18. Juni 2019 bis 10. Januar 2022 den Posten als Vorsitzende des Ständigen Ausschusses für Gesundheit, Gemeinwohl und Sport (Vaste Commissie voor Volksgezondheid, Welzijn en Sport) und war außerdem zwischen dem 1. Januar 2021 und dem 10. Januar 2022 Mitglied des Vorstands der Stichting Snippe Beheer.

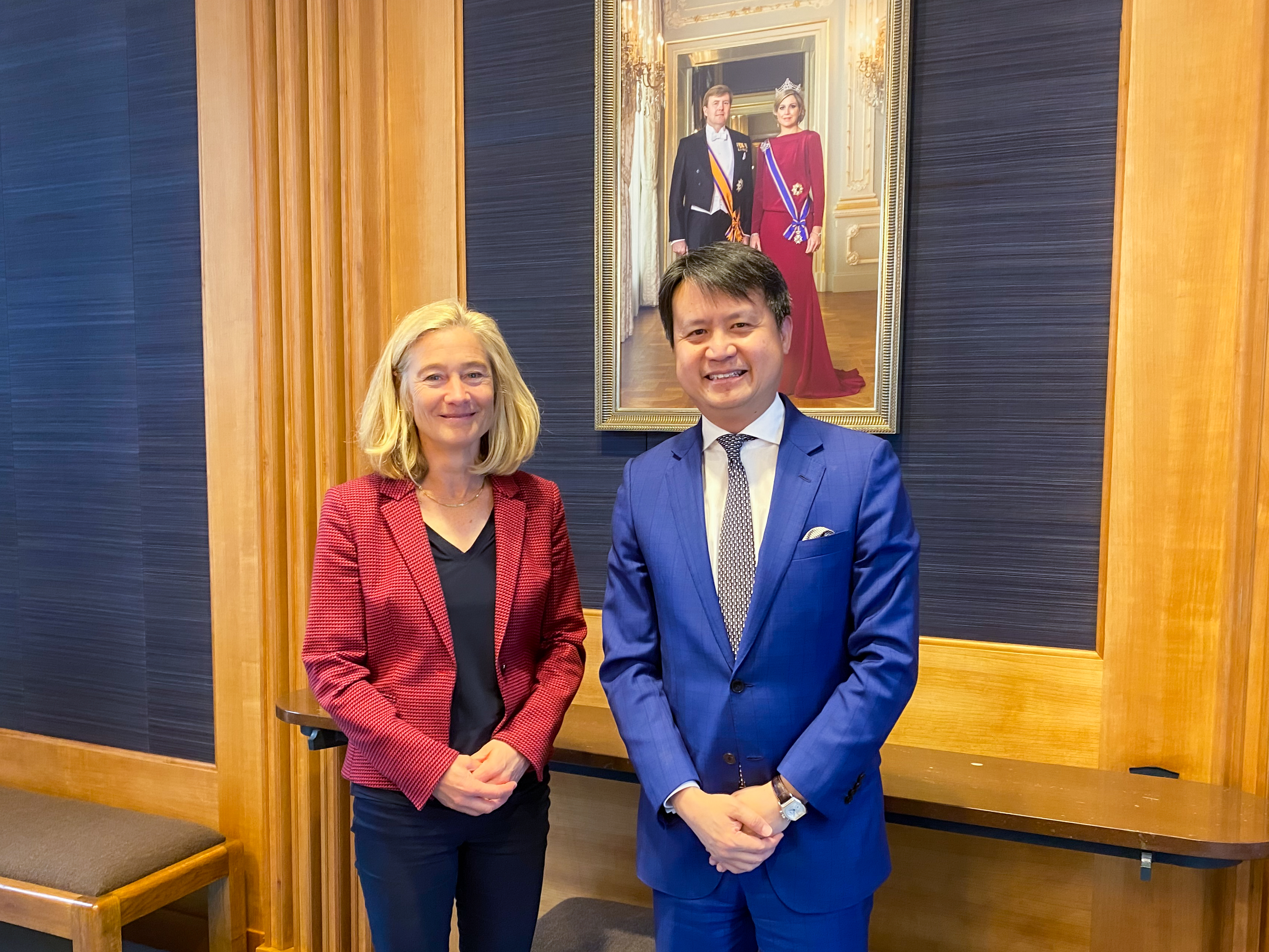
Micky Adriaansens bei einem Treffen mit dem Generaldirektor der Weltorganisation für geistiges Eigentum (WIPO), Daren Tang (23. Mai 2022).

Am 10. Januar 2022 wurde sie als Ministerin für Wirtschaft und Klima (Minister van Economische Zaken en Klimaat) in das Kabinett Rutte IV berufen und trug als solche bis zum 2. Juli 2024 die Verantwortung für die makroökonomische Politik, Innovationen, Verbraucher, Kleine und mittlere Unternehmen, digitale Wirtschaft, Telekommunikation, Postdienste, die europäischen Strukturfonds und den Nationalen Wachstumsfonds. Politisch trat sie besonderes für die Bekämpfung von Telemarketing und Haustürgeschäften, Vereinbarungen mit Tata Steel, Investition in Höhe von 2,5 Milliarden Euro am Brainport Eindhoven der Metropolregion Eindhoven sowie einen Aktionsplan für Stromnetze wegen einer Überlastung des Niederspannungsnetzes ein. 2022 wurde das 2021 von Minister Stef Blok eingereichte Gesetz zur Bewertung der Sicherheit von Investitionen, Fusionen und Übernahmen (Wet veiligheidstoets investeringen, fusies en overnames) im Staatsanzeiger (Staatsblad 215) veröffentlicht. Dadurch wurden Regeln eingeführt, um die Risiken für die nationale Sicherheit zu steuern, die aus bestimmten Akquisitionsaktivitäten wie Investitionen und Fusionen resultieren. Zudem wurde 2022 der ebenfalls von Minister Blok 2021 eingereichte Entwurf für das Gesetz über den befristeten nationalen Wachstumsfonds (Tijdelijke wet Nationaal Groeifonds) verabschiedet, das einen separaten Haushaltsfonds für Projekte im Bereich nachhaltige Wirtschaft, Wissen und Infrastruktur schuf. 2023 startete sie gemeinsam mit Minister Rob Jetten und Staatssekretärin Vivianne Heijnen das Nationale Programm zur Nachhaltigkeit der Industrie (Nationaal Programma Verduurzaming Industrie). Durch dieses kam der Regierung beim Übergang zu einer nachhaltigen Produktion insbesondere in fünf regionalen Clustern eine lenkende Rolle zu, zu der unter anderem die Realisierung neuer Energieinfrastrukturen und die Schaffung von Möglichkeiten zur Energiespeicherung gehörten. 2023 veröffentlichte sie ferner gemeinsam mit den Ministern Jetten und Christianne van der Wal sowie Staatssekretärin Heijnen eine Roadmap für eine nachhaltige Zukunft der Industrie in den Niederlanden. Hierzu gehörte auch, die Voraussetzungen zu schaffen, um konkrete Nachhaltigkeitspläne umsetzen zu können, und um in den Aufbau und die Anbindung der Energieinfrastruktur sowie in ausreichend Ökostrom zu investieren.
Am 1. Februar 2025 wurde Micky Adriaansens Vorsitzende des Verwaltungsrats der Wirtschaftsuniversität Nyenrode in Breukelen.